# 5 Lacertae
5 Lacertae, som är stjärnans Flamsteed-beteckning, är en spektroskopisk dubbelstjärna belägen i den mellersta delen av stjärnbilden Ödlan, som också har variabelbeteckningen V412 Lacertae. Den har en högsta kombinerad skenbar magnitud på ca 4,36 och är svagt synlig för blotta ögat där ljusföroreningar ej förekommer. Baserat på parallaxmätning inom Hipparcosuppdraget på ca 2,0 mas, beräknas den befinna sig på ett avstånd på ca 1 600 ljusår (ca 510 parsek) från solen. Den rör sig närmare solen med en heliocentrisk radialhastighet av ca -3,4 km/s.

## Egenskaper
Primärstjärnan 5 Lacertae A är en orange till röd superjättestjärna av spektralklass K9 Ia. Den har en massa som är ca 5 solmassor, en radie som är ca 320 solradier och utsänder ca 17 500 gånger mera energi än solen från dess fotosfär vid en effektiv temperatur av ca 3 700 K.
5 Lacertae eller V412 Lacertae, är en långsam irreguljär variabel av LC-typ, som varierar mellan fotografisk magnitud +4,39 och 4,56 utan någon fastställd periodicitet.
Spektrumet av 5 Lacertae anger tydligt både en het komponent (följeslagaren) och en svalare komponent (primärstjärnan). Publicerade spektraltyper för den ljusstarkare svala stjärnan varierar från K4 till M0, med en ljusstyrkeklass av jätte eller superjätte. Den hetare stjärnan (7 580 K) klassas vanligtvis som en relativt outvecklad sen klass B- eller tidig klass A-stjärna, men ett automatiserat klassificeringsprogram gav den spektralklass B2 V.
Radiella hastighetsvariationer i absorptionslinjerna från de två separata stjärnorna har mätts för att bestämma banan. Denna har en ovanligt lång omloppsperiod på nästan 42 år i en excentrisk bana med en projicerad storaxel på ca 15 AE.